# Agostino Magliani
Agostino Magliani (Laurino, 17 luglio 1824 – Roma, 20 febbraio 1891) è stato un politico italiano.
Fu ministro delle finanze del Regno d'Italia nel II e III Governo Cairoli, e nel II, III, IV, V, VI, VII e VIII Governo Depretis.
Viene ricordato tra l'altro per aver ideato il progetto di affidare ai Monopoli di Stato il compito di curare la distribuzione del "Chinino di Stato".
È stato anche ministro del tesoro ad interim nei Governi Depretis III, IV, V, VI, VII e VIII e nel I Governo Crispi.

## Biografia

### I primi anni
Nato a Laurino il 17 luglio 1824 da Luigi e Pascasia Scairato, Agostino Magliani proveniva da una famiglia di tradizioni giuridiche, di cui ben presto seguì le orme, laureandosi nel 1845 in giurisprudenza all'Università di Napoli. Trovò ben presto occupazione nell'amministrazione finanziaria del Regno delle Due Sicilie, diventando, nel maggio del 1848, capo sezione della Tesoreria generale dello Stato. Durante il suo ufficio operò per rendere più efficiente la struttura finanziaria dello Stato, ma dovette far fronte alla congiuntura economica seguita ai moti insurrezionali del 1848 che avevano scosso anche il Regno borbonico, il cui governo, per risanare il deficit, dovette aumentare le imposte. Successivamente, Magliani fu estimatore della politica economica del re Ferdinando II, fortemente criticata invece da un altro economista napoletano, Antonio Scialoja, che la paragonava a quella messa in cantiere in quegli anni nel Regno di Sardegna, prendendone le difese in un'opera del 1857 intitolata Della condizione finanziera del Regno di Napoli. Fortemente compiaciuto, il re delle Due Sicilie lo nominò ufficiale del dipartimento del ministero delle finanze.

### La carriera parlamentare nel Regno d'Italia
Rimasto estraneo agli avvenimenti politici e patriottici successivi alla Spedizione dei Mille, Magliani dopo il 1860 aderì al nuovo Regno d'Italia, entrando nella sua amministrazione come ispettore generale delle finanze, trasferendosi a Torino, la nuova capitale italiana. Dal marzo al dicembre del 1862 ricoprì la carica di segretario generale del ministero delle finanze, chiamato dal ministro Quintino Sella al posto proprio di Antonio Scialoja. Segretario generale della Corte dei Conti nel 1863, Magliani fu nominato dal governo commissario per sostenere in Parlamento il progetto di legge sulle pensioni degli impiegati civili. Quando, nel 1865, la capitale fu trasferita a Firenze, Magliani vi si trasferì insieme alla massa d'impiegati calata da Torino dopo lo spostamento degli uffici pubblici. Fu qui che il funzionario statale incontrò Francesca Gambacorta, una pittrice di nobile famiglia, che sarebbe divenuta sua moglie e avrebbe tenuto uno dei più importanti salotti romani.
Successivamente, nel 1866 partecipò, come rappresentante del governo italiano, alla conferenza finanziaria di Parigi, convocata per la creazione dell'Unione monetaria latina, sorta per creare un fronte comune fra quegli Stati che avevano un sistema monetario di tipo bimetallico; poi, nel 1867, divenne consigliere della Corte dei Conti, di cui tre anni più tardi fu presidente di sezione. Nel marzo del 1871, infine, su indicazione del ministro Sella e di Giovanni Lanza, presidente del Consiglio, Magliani fu nominato senatore da Vittorio Emanuele II.
In questo periodo si distaccò dalle posizioni politiche della Destra, della quale però manterrà le linee di politica economica, incentrate su liberismo, di cui si dichiarò convinto fautore. Infatti, nel 1874, insieme ad altri politici ed economisti, come Francesco Ferrara, Pietro Bastogi e Guglielmo Cambray Digny, fu tra i fondatori della Società Adam Smith, con sede a Firenze, che aveva come scopo la difesa dei principi economici liberali.

### Ministro delle finanze del Regno d'Italia
Nel febbraio del 1876 Agostino Magliani venne indicato come membro della commissione istituita per riformare la legge sulla contabilità generale. Fu l'ultimo incarico prima dell'avvento al potere di Agostino Depretis, capo della Sinistra storica, che gli affidò la guida della commissione d'inchiesta parlamentare per indagare sulle condizioni di dissesto del comune di Firenze. Si sviluppò da allora uno stretto rapporto di collaborazione tra Depretis e Magliani, tanto che quest'ultimo fu nominato ministro delle finanze nel Governo Depretis II (dicembre 1877 - marzo 1878): da allora, per un decennio, tenne in mano la politica economica del Regno d'Italia, rimanendo titolare del suo dicastero anche nel Governo Depretis III (dicembre 1878 - luglio 1879, con l'interim al ministero delle finanze), oltre che nel successivo Governo Cairoli III, nei successivi cinque esecutivi presieduti da Depretis e nel Governo Crispi I.
Magliani operò in un periodo in cui i principi di economia liberale stavano cedendo il posto al protezionismo, derivante dallo slancio imperialista e coloniale europeo in Africa ed Asia, a cui anche l'Italia, per motivi di prestigio, volle partecipare. Inizialmente proseguì nella politica del pareggio di bilancio e di riordino del sistema tributario, affinché esso non gravasse troppo sugli strati popolari. L'iniziativa più importante fu l'abolizione della tassa sul macinato, imposta sui cereali odiata dalla popolazione ma garante di un gettito fiscale sicuro per lo Stato: il provvedimento, presentato dal ministro e approvato in Parlamento nel luglio del 1880, prevedeva l'immediata abolizione di un quarto della tassa e la sua graduale cancellazione entro il gennaio 1884, con una diminuzione delle entrate tributarie compensata dal gettito di nuovi provvedimenti fiscali. Un altro importante provvedimento economico di Magliani fu il riordino dell'imposta fondiaria, con un progetto di legge presentato nel 1882 e approvato il 1º marzo 1886 che creava un nuovo catasto generale, che prevedeva l'imposta secondo criteri moderni corrispondenti al reale valore della proprietà terriera. Il miglioramento delle condizioni economiche del Regno permisero al ministro di conseguire un altro importante risultato, ossia l'abolizione, nell'aprile del 1881, del corso forzoso, introdotto nel 1866 per far fronte alle spese della Terza Guerra d'Indipendenza, cosa che dimostrò la migliorata situazione economica italiana e favorì l'ingresso di capitali stranieri nel Paese. Altre importanti manovre di Magliani furono la cessazione della Regia dei tabacchi (1º gennaio 1884), introdotta nel 1867 per far fronte al deficit statale, e il rinnovo delle convenzioni ferroviarie nel 1885.
Il nome di Magliani è però passato alla Storia per la pratica della cosiddetta "finanza allegra", nettamente in contrapposizione con la "politica della lesina" perseguita da Sella, consistente nella costante espansione della spesa pubblica mediante misure straordinarie, che dal 1885 produsse un aumento del deficit. Per rimediarvi, il ministro delle finanze adottò la politica protezionistica, tipica dello schieramento politico di Sinistra, attraverso l'introduzione di tariffe doganali più elevate sui prodotti esteri, che dovevano proteggere la nascente industria italiana. È del 1887, infatti, la nuova tariffa protezionistica imposta sulle merci estere, inclusi quelle agricole, fatto che, se da una parte avvantaggiò i prodotti industriali dell'Italia settentrionale, dall'altro provocò una vera e propria "guerra doganale" con la Francia, la quale, anche per motivi di politica estera (l'Italia aveva aderito alla Triplice Alleanza con Austria e Germania), bloccò le importazioni dei prodotti agricoli italiani, con grave danno all'economia agricola del Paese, specie nel Mezzogiorno. Questo motivo, unito alla crisi agraria e alla spese belliche per le campagne coloniali in Africa, attirarono a Magliani numerose critiche provenienti da esponenti politici sia di Destra che di Sinistra, tra cui spiccavano Giuseppe Saracco, Sidney Sonnino e Giovanni Giolitti.

### Ultimi anni
Attaccato da ambo gli schieramenti, Agostino Magliani lasciò i dicasteri di finanze e tesoro nel dicembre del 1888, continuando tuttavia ad occuparsi di economia e di finanza con articoli pubblicati sulla Nuova Antologia e sul Giornale degli Economisti, mantenendo come unica carica politica quella di Presidente del Consiglio provinciale di Salerno. Morì infine a Roma il 20 febbraio 1891, a 66 anni.

## Provvedimenti
- Legge sulla contabilità - 8/7/1883;
- Abolizione della tassa sul macinato - 1884;
- Istituzione della regia cointeressata dei tabacchi - 1884;
- Rinnovo delle convenzioni ferroviarie - 1885;
- Catasto generale - 1886;
- Tariffa protezionistica - 1887;
- Cassa nazionale per gli infortuni sul lavoro -1883;
- Legge sul lavoro dei fanciulli - 11/2/1886;
- Riconoscimento giuridico delle società di mutuo soccorso 15/4/1886;